# Valeur approchée
En mathématiques, une valeur approchée d'un nombre est un nombre proche de celui qu'il remplace et attribué pour simplifier un résultat. Elle se distingue de l'approximation[En quoi ?].
Lorsqu'on dit « proche », le sens dépend du contexte. Par exemple :
- 2 100 est une valeur approchée de 2 125 ;
- 3,14 est une valeur approchée de π ;
- 300 000 km/s est une valeur approchée de la vitesse de la lumière dans le vide.

## Définitions
Une valeur approchée d'un nombre réel {\displaystyle x} à la précision {\displaystyle p} ou à {\displaystyle p} près ( {\displaystyle p\in \mathbb {R} _{+}^{*}}) est un réel {\displaystyle a} tel que {\displaystyle \vert x-a\vert \leq p}, c'est-à-dire tel que {\displaystyle a-p\leq x\leq a+p}.
La troncature consiste à tronquer l'écriture décimale du nombre après la {\displaystyle n}-ième décimale (ce qui revient à remplacer par 0 les décimales de {\displaystyle x} juste après la {\displaystyle n}-ième). Ainsi, un moyen simple d'obtenir une valeur approchée à {\displaystyle 10^{-n}} près ({\displaystyle n\in \mathbb {N} ^{*}}) d'un réel {\displaystyle x} est de tronquer {\displaystyle x} à {\displaystyle n} décimales près.
Une valeur approchée par défaut d'un réel {\displaystyle x} à la précision {\displaystyle p} ou à {\displaystyle p} près ({\displaystyle p\in \mathbb {R} _{+}^{*}}) est un réel {\displaystyle a} tel que {\displaystyle a\leq x\leq a+p}.
À l'inverse, une valeur approchée par excès de {\displaystyle x} à la précision  {\displaystyle p} ou à {\displaystyle p} près ({\displaystyle p\in \mathbb {R} _{+}^{*}}) est un réel {\displaystyle a} tel que {\displaystyle a-p\leq x\leq a}.
La troncature de {\displaystyle x} à {\displaystyle n} décimales près représente une valeur approchée par défaut de {\displaystyle x} à {\displaystyle 10^{-n}} près si {\displaystyle x} est positif, et par excès si {\displaystyle x} est négatif.

### Exemples
- De l'encadrement {\displaystyle 3{,}14\leq \pi \leq 3{,}14+10^{-2}}, il s'ensuit que {\displaystyle 3{,}14} est une valeur approchée par défaut et une troncature du nombre π à {\displaystyle 10^{-2}} près. On note aussi π {\displaystyle \approx 3{,}14} à {\displaystyle 10^{-2}} près.
- L'encadrement {\displaystyle 3{,}1415-10^{-2}\leq \pi \leq 3{,}1415+10^{-2}} montre que {\displaystyle 3{,}1415} est aussi une valeur approchée de π à {\displaystyle 10^{-2}} près.
- Du fait de la définition, on remarquera que π est aussi une valeur approchée de 3,14.

## Propagation de l'imprécision
Une valeur approchée peut être citée comme solution, mais il faut éviter de s'en servir dans de nouveaux calculs, au risque d'obtenir une valeur très incorrecte. Les machines intègrent souvent une touche pour éviter de faire cette erreur.[réf. nécessaire]